# Моленная беспоповцев (Войново)
Моленная беспоповцев Успения Пресвятой Богородицы — моленная старообрядцев-беспоповцев, находящаяся в Польше в населённом пункте Войново гмины Ручане-Нида Пишского повята Варминьско-Мазурского воеводства. Входит в состав Восточной старообрядческой церкви. Освящена в честь Успения Пресвятой Богородицы. Храм внесён в реестр охраняемых памятников Варминьско-Мазурского воеводства.

## История
Строительство храма велось с 1923 по 1927 годы на месте сгоревшей в 1920 году деревянной молельной 1840 года постройки. Ориентированный на восток храм из красного кирпича построен по образцу лютеранских храмов Восточной Пруссии, с которыми его роднят кровля из черепицы, а также стены со стрельчатыми окнами, и не имеет характерных черт православных храмов. Архитектурно представляет собой прямоугольное в плане основное здание с двускатной крышей и пристроенную к нему двухъярусную колокольню. Восточная часть моленной и колокольня увенчаны крестами. Внутреннее пространство украшено 43 иконами, расположенными на восточной стороне. Алтарь отсутствует.
17 марта 1983 года храм внесли в реестр охраняемых памятников Варминьско-Мазурского воеводства (№ 381).